# 도라에몽 제트
도라에몽 제트(일본어: ドラえもんジェット)란, 도라에몽의 영화 작품의 캐릭터가 그려진 일본항공(JAL)의 여객기(특별도장기)이다. JAL에서는 1994년에 등장한 〈JAL 드림 익스프레스〉(JALドリームエクスプレス), 2001년에 등장한 〈JAL 드림 익스프레스 21〉(JALドリームエクスプレス21), 2005년에 등장한 〈JAL FAMILY JET〉(무시킹 제트), 2006년과 2007년에 등장한 〈다마고치 제트〉(たまごっちジェット)에 이은 애니메이션 캐릭터 특별도장기이다.

## 사진

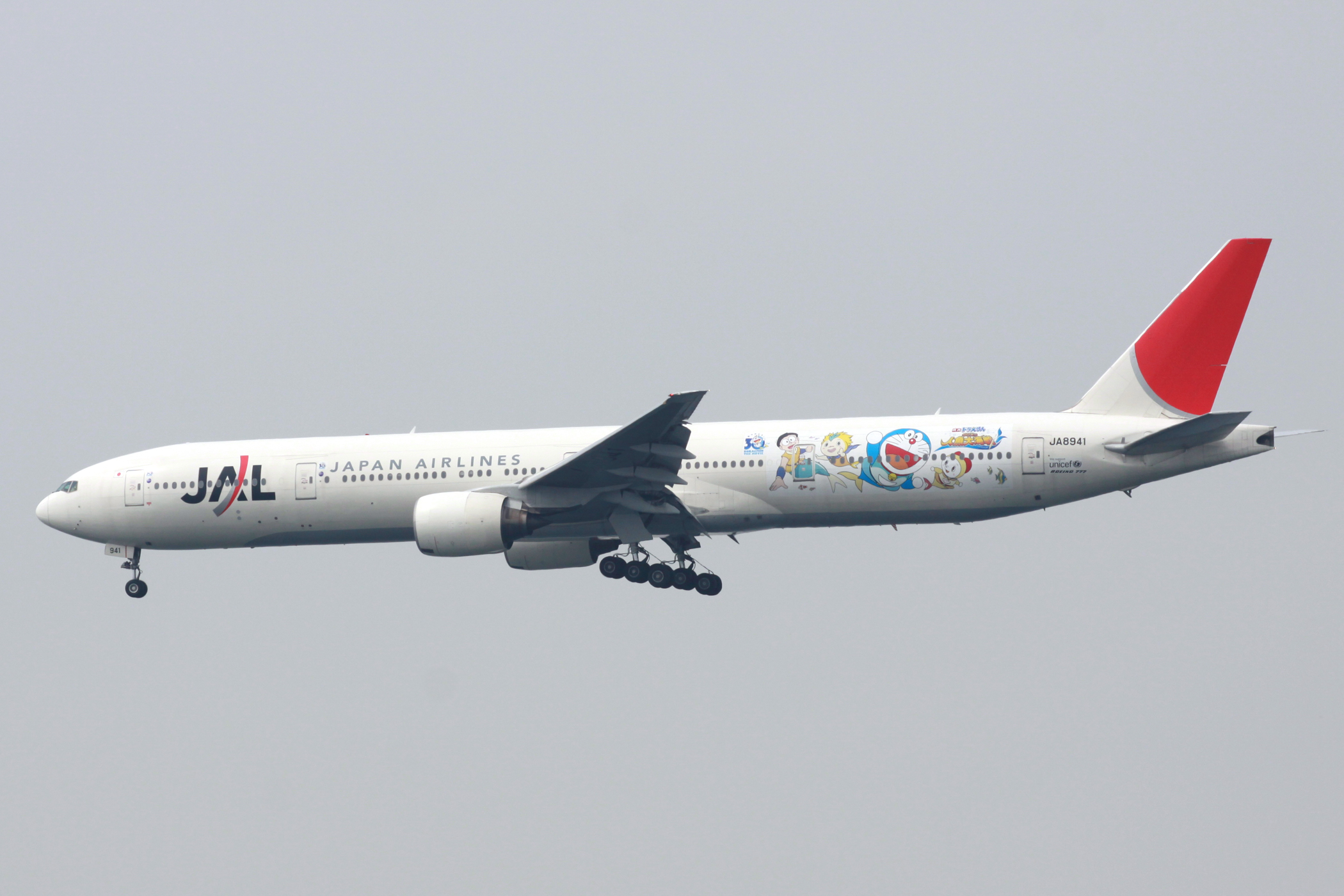
JA8941 JAL 도라에몽 JET "극장판 도라에몽: 진구의 인어대해전" 정체 기획
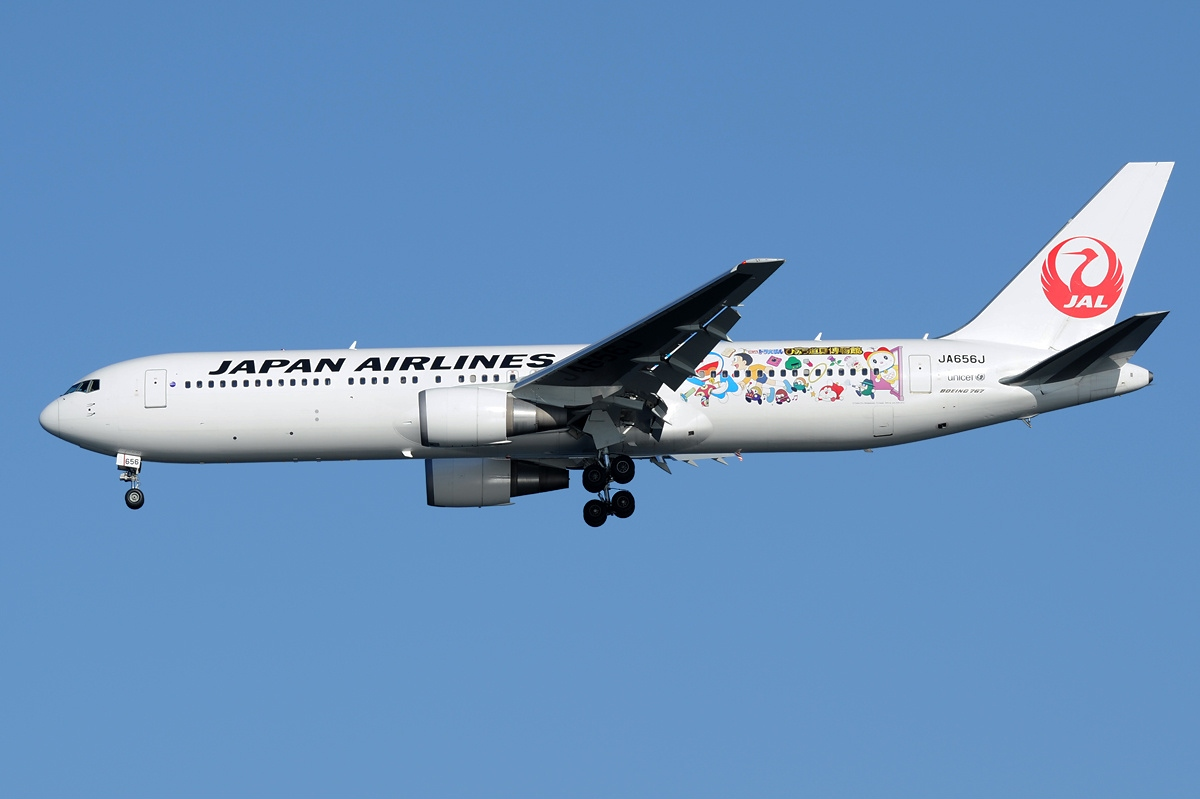
JA656J JAL 도라에몽 JET "극장판 도라에몽: 진구의 비밀도구 박물관" 정체 기획
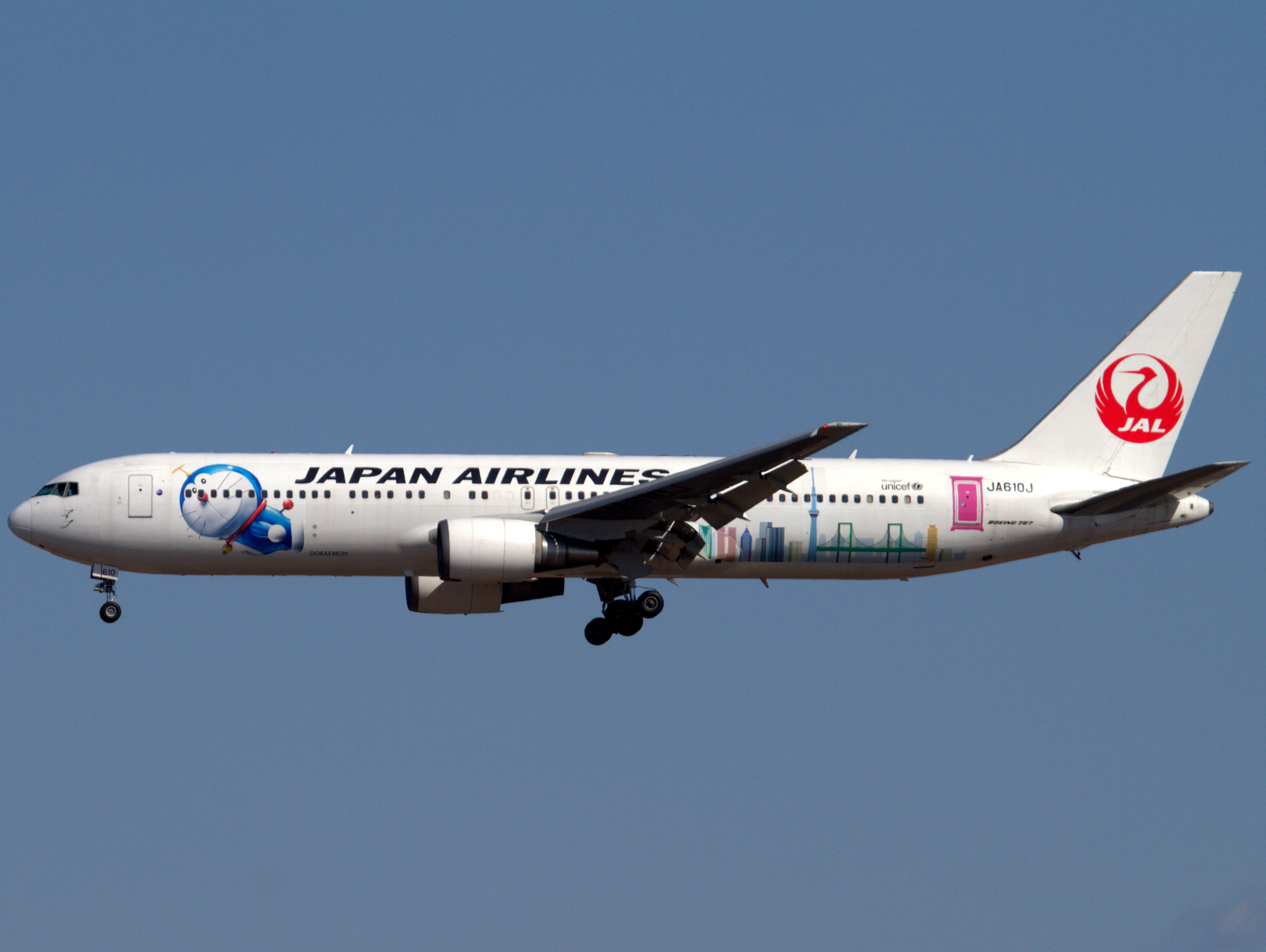
JA610J JAL 도라에몽 JET
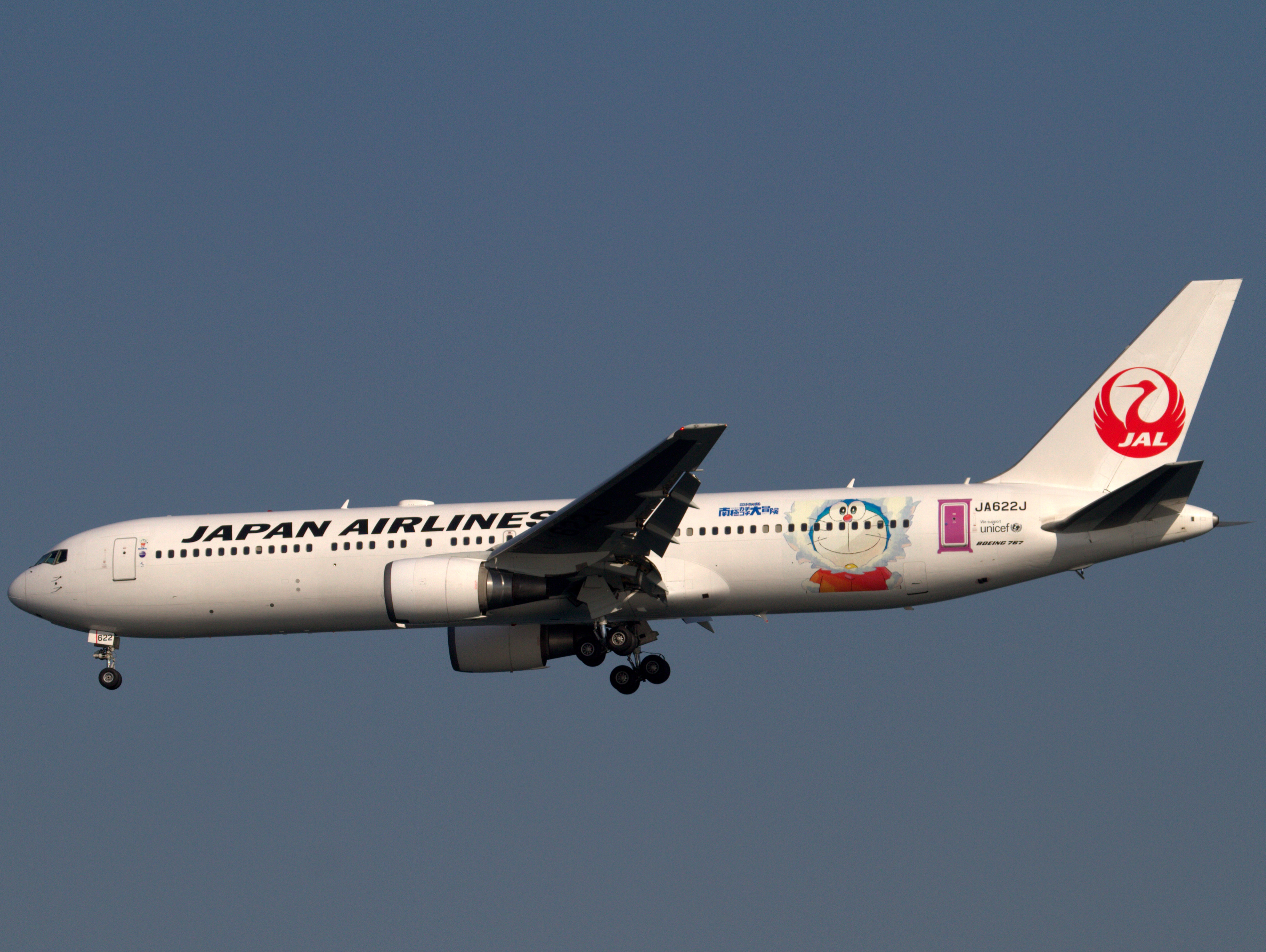
JA622J JAL 도라에몽 JET "도라에몽 노비타의 남극 카치코치 대모험" 정체 기획

## 같이 보기
- 일본항공
- 포켓몬 제트
- 시마지로 제트